# Frederick Loewe
Frederick Loewe, originalment en alemany Friedrich (Fritz) (Berlín, 10 de juny de 1901 - Palm Springs, Califòrnia, 14 de febrer de 1988), fou un compositor estatunidenc d'origen austríac. Durant més de 14 anys va formar amb Alan Jay Lerner un dels duos creatius més famosos de Broadway. Autor de les cançons de musicals com My Fair Lady, Camelot, Paint your Wagon, Brigadoon o Gigí, els seus treballs recullen l'herència europea de l'opereta de fi de segle, i hi destaca el seu fluid desenvolupament melòdic.

## Biografia
Fredenck Loewe va néixer en una coneguda família de músics i cantants de Viena. El seu pare era Edmund Loewe, un conegut tenor de la capital austríaca, que havia estrenat l'opereta Die lustige Witwe de Franz Lehár com a Comte Camilo. La seva mare, Rosa, era filla d'un constructor vienès que arribà a ser actriu.
Fritz es va criar a Berlín i va anar a una escola militar prussiana des de l'edat de cinc anys fins als tretze. Odiava l'escola perquè els seus pares l'hi deixaven mentre estaven de gira per tot el món. Tampoc hi ajudava el fet que tingués ascendència jueva, fet que estava mal vist en les esferes militars. Frederick va aprendre piano als 5 anys i composició als 7. Va ser un pianista prodigiós, a l'edat de 13 anys es va convertir en el solista més jove que mai hagués tocat amb l'Orquestra Filharmònica de Berlín. Va estudiar amb Eugen d'Albert i Ferruccio Busoni i es va iniciar en la composició i orquestració amb Emil Nikolaus von Reznicek. Va començar a compondre cançons molt jove, i va escriure la música d'una obra de music-hall amb la qual el seu pare va fer una gira per Alemanya. La seva cançó Katrina, que va escriure als 15 anys, va vendre més d'un milió de còpies i va ser un èxit per tot Europa.
Loewe va acompanyar al seu pare als Estats Units el 1924, amb l'ambició de fer una carrera com a concertista de piano.

## Obres destacades

### Musicals
- (Una cançó) Petticoat Fever, Ritz Theatre, Nova York, 1935.
- The Illustrators Show, 48th Street Theatre, Nova York, 1936.
- Salute to Spring, Municipal Opera of St. Louis, St. Louis, MO, 1937.
- Great Lady, Majestic Theatre, Nova York, 1938.
- The Lamb's Club Gambols, Lamb's Club, Nova York, 1938-42.
- Life of the Party, Detroit, MI, 1942.
- What's Up?, National Theatre, Nova York, 1943.
- The Day Before Spring, National Theatre, Nova York, 1945.
- Brigadoon, Ziegfeld Theatre, Nova York, 1947, then His Majesty's Theatre, Londres, 1949.
- Paint Your Wagon, Shubert Theatre, Nova York, 1951.
- My Fair Lady, Mark Hellinger Theatre, Nova York, 1956, then City Center Theatre, Nova York, 1964 i 1968.
- Camelot, Majestic Theatre, 1960.
- Gigi, Uris Theatre, Nova York, 1973.

### Pel·lícules
Brigadoon, Metro-Goldwin-Mayer, 1954.
- Gigí, Metro-Goldwyn-Mayer, 1958.
- My Fair Lady, Warner Brothers, 1964.
- Camelot, Warner Brothers/Seven Arts, 1967.
- Paint Your Wagon, Paramount, 1969.
- The Little Prince, Paramount, 1974.

## Premis i nominacions

### Premis
- 1959. Oscar a la millor cançó original per Gigí amb "Gigi"
- 1968. Globus d'Or a la millor banda sonora per Camelot
- 1968. Globus d'Or a la millor cançó original per Camelot amb "If Ever I Should Leave You"
- 1975. Globus d'Or a la millor banda sonora per The Little Prince

### Nominacions
- 1975. Oscar a la millor banda sonora per The Little Prince
- 1975. Oscar a la millor cançó original per The Little Prince amb "Little Prince"
- 1975. Globus d'Or a la millor cançó original per The Little Prince amb "I Never Met a Rose"